# Skutskärs IP
Skutskärs IP, invigd 20 juli 1920, är en idrottsplats i Skutskär i Älvkarleby kommun i Sverige. Här spelar bland annat Skutskärs IF Bandyklubb och Skutskärs IF Fotbollsklubb sina hemmamatcher.
Bandyplanen, som drivits av Älvkarleby kommun, skulle stängas ner efter säsongen 2008/2009, då den bandyhall Skutskärs IF kommer att bygga då skall stå klar. Skutskärs IF kommer att driva hallen. I december 2008 sade Älvkarleby kommunstyrelse ja till klubbens förslag . 
Inför säsongen 2009/2010 fanns dock ingen hall klar, och Älvkarleby kommun meddelade att man inte spolar upp isbanan under säsongen 2009/2010. Till säsongen 2012/2013 spelas det återigen bandy på Skutskärs IP.
Fotbollsläktaren byggdes 1938. Publikrekordet för bandy sattes den 7 februari 1960 på matchen Skutskärs IF-IK Sirius (1-0), då 6 537 personer kom. I november 1961 blev bandybanan konstfryst, den tredje i Sverige. Först ut var Rocklunda IP 1956 och Studenternas i Uppsala. Se denna förteckning över tillblivna konstfysta bandybanor. http://iof1.idrottonline.se/SvenskaBandyforbundet/Bandy-Sverige/Anlaggningar/Konstisbanor/